# くやしいけど大事な人
「くやしいけど大事な人」（くやしいけどだいじなひと）は2014年10月29日、ソニー・ミュージックレコーズからリリースされた剛力彩芽3枚目のシングル。

## リリースと背景
表題曲は、素直になれない乙女心を切なく表現したディスコチューン。「友達より大事な人」に続く「大事な人」三部作の第二作という位置付け。
ボーナス・トラックとして、石井竜也・東京デルアミーゴとのデュエット曲「別れても好きな人」収録。
終わった恋への未練を歌うこの曲を選んだのは、始まりかけた恋のもどかしさを歌う表題曲との対比を意識してのこと。
またデュエット相手に石井を選んだのは「昭和歌謡を一緒に歌って楽しそうな人」という理由。この曲は剛力にとって初のカバー曲かつ初のデュエット曲となった。
表題曲のミュージック・ビデオは前作「あなたの100の嫌いなところ」と同じくJ-POPミュージカル仕立てになっており、学校を舞台に恋する男女が描かれる。

## ダンスについて
ダンスは前作に続きヒップホップが取り入れられ、また落ちサビ前の間奏では1960〜70年代のディスコで流行ったワック（Waack）という腕をダイナミックに振り動かすダンスが見られる。歌詞がテニスをモチーフにしているところから、テニスラケットを使ったダンスも取り入れられた。

## シングル収録トラック
| #         | タイトル                                                  | 作詞           | 作曲       | 編曲                 | 時間  |
| --------- | --------------------------------------------------------- | -------------- | ---------- | -------------------- | ----- |
| 1.        | 「くやしいけど大事な人」                                  | いしわたり淳治 | 石井健太郎 | Ryosuke “Dr.R” Sakai | 3:34  |
| 2.        | 「Brand New Day」                                         | Amon Hayashi   | Mitsu.J    | Mitsu.J              | 4:40  |
| 3.        | 「別れても好きな人」(剛力彩芽&石井竜也と東京デルアミーゴ) | 佐々木勉       | 佐々木勉   | 白山貴史             | 3:09  |
| 4.        | 「くやしいけど大事な人 -Instrumental-」                   |                |            |                      | 3:34  |
| 合計時間: | 合計時間:                                                 | 合計時間:      | 合計時間:  | 合計時間:            | 15:08 |

| #  | タイトル                               | 作詞 | 作曲・編曲 | 監督 |
| -- | -------------------------------------- | ---- | ---------- | ---- |
| 1. | 「くやしいけど大事な人 (Music Video)」 |      |            |      |